# Ошлангер
Ошланге́р (рос. Ошлангер, марій. Ошлаэҥер) — присілок у складі Оршанського району Марій Ел, Росія. Входить до складу Великопольського сільського поселення.

## Населення
Населення — 107 осіб (2010; 120 у 2002).
Національний склад (станом на 2002 рік):
- марійці — 97 %